# Enantia citrinella
Enantia citrinella es una especie de mariposa, de la familia de las piérides, que fue descrita originalmente con el nombre de Leptalis citrinella, por Felder & Felder, en 1861, a partir de ejemplares procedentes de Venezuela.

## Distribución
Enantia citrinella tienen una distribución restringida a la región Neotropical y ha sido reportada en Colombia, Ecuador, Perú y Venezuela.